# Mordellistena callichroa callichroa
Mordellistena callichroa callichroa es una subespecie de coleóptero de la familia Mordellidae.

## Distribución geográfica
Habita en Japón.